# Vivien Swan
Vivien Grace Swan, née Bishop le 12 janvier 1943 à Londres et morte le 1er janvier 2009 à Scarborough, est une archéologue britannique. Elle a apporté une contribution significative à l'étude de la poterie romaine.

## Biographie
Swan a étudié l'archéologie à l'Université de Cardiff, dont elle a obtenu son diplôme en 1965. En décembre 1965, elle fut nommée enquêtrice à la Commission royale sur les monuments historiques d'Angleterre et fut l'une des premières femmes à occuper un tel poste dans l'une des commissions royales.
Elle a appris à creuser avec Leslie Alcock à Dinas Powys Hillfort alors qu'elle était encore à l'université.
En tant qu'étudiante de premier cycle, elle a effectué des fouilles avec Richard JC Atkinson à Wayland's Smithy.
Dans les années 1990, elle a identifié des poteries provenant de divers sites du mur d'Antonin en Écosse, construit par le gouverneur numide de la Bretagne romaine, Quintus Lollius Urbicus, de style nord-africain, l'une d'entre elles étant une cocotte qui aurait pu être un précurseur du tajine moderne,.
Elle a obtenu un doctorat de l'Université de Cardiff en 2001.

## Affiliations et autres activités
Swan était membre du groupe d’étude de la poterie romaine depuis sa création en 1971. Après son lancement officiel en 1985, elle en a été la première présidente jusqu'en 1990. Elle a participé activement à presque toutes les conférences et en a organisé six.
Elle était administratrice du Rei Cretariae Romanae Fautores, une société internationale consacrée à l'étude de la céramique romaine.

## Prix et distinctions
Swan a obtenu le Prix pour l'ensemble de sa carrière lors des British Archaeological Awards en novembre 2008 au British Museum.

## Publications
- Les fours à poterie de la Bretagne romaine, RCHME, 1984.
- La poterie dans la Bretagne romaine, Archéologie du Comté, 1988, 4e éd.
- Camps romains en Angleterre : l'archéologie de terrain  (avec HG Welfare), RCHME, 1995.
- Ethnicité, conquête et recrutement : deux études de cas des provinces militaires du Nord  (Série supplémentaire JRA 72), Portsmouth, 2009.